# Cyrtodactylus tiomanensis
Cyrtodactylus tiomanensis là một loài thằn lằn trong họ Gekkonidae. Loài này được Das & Lim mô tả khoa học đầu tiên năm 2000.